# Pol Lannoo
Pol Lannoo (Aalter, 20 december 1952) is een Belgisch voormalig wielrenner.

## Carrière
Lannoo was prof gedurende vier jaar en won in die periode een aantal kleinere wedstrijden.

## Erelijst
1972
- 1e en 5e etappe Ronde van de provincie Luxemburg
- Algemeen klassement Ronde van de provincie Luxemburg

1973
- Renaix
- Brussel-Opwijk
- Omloop Het Volk (elite zonder contract)
- 2e etappe deel a en b GP de Fourmies

1974
- Booischot
- 2e etappe deel b Ronde van Indre en Loire

1976
- Ichtegem

## Resultaten in de voornaamste wedstrijden
| Jaar | Ronde van Italië | Ronde van Frankrijk | Ronde van Spanje |
| ---- | ---------------- | ------------------- | ---------------- |
| 1976 |                  |                     | opgave           |

Wielerploegen van Pol Lannoo
David Allan ·
Donald Allan ·
Blok ·
Gilson ·
van Helvoirt ·
F. den Hertog ·
N. den Hertog ·
Kamper ·
Kruunenburg ·
Lannoo ·
Priem ·
Prinsen ·
Rompelberg ·
Smit ·
Steels ·
Tabak ·
Van Neste ·
Vandersnickt · 
Wildeboer